# 2005-ös Formula–1 brit nagydíj
A brit nagydíj volt a 2005-ös Formula–1 világbajnokság tizenegyedik futama, amelyet 2005. július 10-én rendeztek meg az egyesült királyságbeli Silverstone Circuiten, Silverstone-ban.

## Időmérő edzés
Alonso győzött az időmérőn Räikkönen előtt, akit az előző hétvégéhez hasonlóan ismét motorcsere miatt 10 hellyel hátrébb soroltak a rajtrácson, Montoya szerezte meg a harmadik helyet.
| Helyezés | Versenyző            | Csapat/Motor      | Idő        | Különbség |
| -------- | -------------------- | ----------------- | ---------- | --------- |
| 1        | Fernando Alonso      | Renault           | 1:19.905   | —         |
| 2        | Kimi Räikkönen*      | McLaren-Mercedes  | 1:19.932   | + 0.027   |
| 3        | Jenson Button        | BAR-Honda         | 1:20.207   | + 0.302   |
| 4        | Juan Pablo Montoya   | McLaren-Mercedes  | 1:20.382   | + 0.477   |
| 5        | Jarno Trulli         | Toyota            | 1:20.459   | + 0.554   |
| 6        | Rubens Barrichello   | Ferrari           | 1:20.906   | + 1.001   |
| 7        | Giancarlo Fisichella | Renault           | 1:21.010   | + 1.105   |
| 8        | Szató Takuma         | BAR-Honda         | 1:21.114   | + 1.209   |
| 9        | Ralf Schumacher      | Toyota            | 1:21.191   | + 1.286   |
| 10       | Michael Schumacher   | Ferrari           | 1:21.275   | + 1.370   |
| 11       | Jacques Villeneuve   | Sauber-Petronas   | 1:21.352   | + 1.447   |
| 12       | Mark Webber          | Williams-BMW      | 1:21.997   | + 2.092   |
| 13       | David Coulthard      | Red Bull-Cosworth | 1:22.108   | + 2.203   |
| 14       | Nick Heidfeld        | Williams-BMW      | 1:22.117   | + 2.212   |
| 15       | Christian Klien      | Red Bull-Cosworth | 1:22.207   | + 2.302   |
| 16       | Felipe Massa         | Sauber-Petronas   | 1:22.495   | + 2.590   |
| 17       | Narain Karthikeyan   | Jordan-Toyota     | 1:23.583   | + 3.678   |
| 18       | Christijan Albers    | Minardi-Cosworth  | 1:24.576   | + 4.671   |
| 19       | Patrick Friesacher   | Minardi-Cosworth  | 1:25.566   | + 5.661   |
| 20       | Tiago Monteiro†      | Jordan-Toyota     | idő nélkül |           |

* Kimi Räikkönen tízhelyes rajtbüntetést kapott motorcsere miatt, így a tizenkettedik rajtkockából kezdhette meg a versenyt.
† Tiago Monteiro autójában is cseréltek motort, de mivel az időmérő edzésen nem futott mért kört, így automatikusan az utolsó pozícióba sorolták.

## Futam
Juan Pablo Montoya a McLaren-Mercedes hazai versenyén nyert, első mcLarenes győzelmét szerezve. Alonso a második, Räikkönen a harmadik lett. A finn 1:20,502-del tudhatta magáénak a leggyorsabb kört. Mögötte Fisichella, Button, Michael Schumacher, Barrichello és Ralf Schumacher szerzett pontot. A verseny egyetlen kiesője Karthikeyan volt.
| Helyezés | Rajtszám | Versenyző            | Csapat/Motor      | Futott kör | Idő/Kiesés oka | Rajthely | Pont |
| -------- | -------- | -------------------- | ----------------- | ---------- | -------------- | -------- | ---- |
| 1        | 10       | Juan Pablo Montoya   | McLaren-Mercedes  | 60         | 1h24:29.588    | 3        | 10   |
| 2        | 5        | Fernando Alonso      | Renault           | 60         | + 2.739        | 1        | 8    |
| 3        | 9        | Kimi Räikkönen       | McLaren-Mercedes  | 60         | + 14.436       | 12       | 6    |
| 4        | 6        | Giancarlo Fisichella | Renault           | 60         | + 17.914       | 6        | 5    |
| 5        | 3        | Jenson Button        | BAR-Honda         | 60         | + 40.264       | 2        | 4    |
| 6        | 1        | Michael Schumacher   | Ferrari           | 60         | + 1:15.322     | 9        | 3    |
| 7        | 2        | Rubens Barrichello   | Ferrari           | 60         | + 1:16.567     | 5        | 2    |
| 8        | 17       | Ralf Schumacher      | Toyota            | 60         | + 1:19.212     | 8        | 1    |
| 9        | 16       | Jarno Trulli         | Toyota            | 60         | + 1:20.851     | 4        |      |
| 10       | 12       | Felipe Massa         | Sauber-Petronas   | 59         | + 1 kör        | 16       |      |
| 11       | 7        | Mark Webber          | Williams-BMW      | 59         | + 1 kör        | 11       |      |
| 12       | 8        | Nick Heidfeld        | Williams-BMW      | 59         | + 1 kör        | 14       |      |
| 13       | 14       | David Coulthard      | Red Bull-Cosworth | 59         | + 1 kör        | 13       |      |
| 14       | 11       | Jacques Villeneuve   | Sauber-Petronas   | 59         | + 1 kör        | 10       |      |
| 15       | 15       | Christian Klien      | Red Bull-Cosworth | 59         | + 1 kör        | 15       |      |
| 16       | 4        | Szató Takuma         | BAR-Honda         | 58         | + 2 kör        | 7        |      |
| 17       | 18       | Tiago Monteiro       | Jordan-Toyota     | 58         | + 2 kör        | 20       |      |
| 18       | 21       | Christijan Albers    | Minardi-Cosworth  | 57         | + 3 kör        | 18       |      |
| 19       | 20       | Patrick Friesacher   | Minardi-Cosworth  | 56         | + 4 kör        | 19       |      |
| Ki       | 19       | Narain Karthikeyan   | Jordan-Toyota     | 10         | Elektronika    | 17       |      |

## A világbajnokság élmezőnyének állása a verseny után
| H  | Versenyzők         | Pont | H  | Konstruktőrök    | Pont |
| -- | ------------------ | ---- | -- | ---------------- | ---- |
| 1. | Fernando Alonso    | 77   | 1. | Renault          | 102  |
| 2. | Kimi Räikkönen     | 51   | 2. | McLaren-Mercedes | 87   |
| 3. | Michael Schumacher | 43   | 3. | Ferrari          | 74   |
| 4. | Rubens Barrichello | 31   | 4. | Toyota           | 54   |
| 5. | Jarno Trulli       | 31   | 5. | Williams-BMW     | 47   |

## Statisztikák
Vezető helyen:
- Juan Pablo Montoya: 51 (1-21 / 26-44 / 50-60)
- Fernando Alonso: 7 (22-23 / 45-49)
- Giancarlo Fisichella: 7 (24-25)

Juan Pablo Montoya 5. győzelme, Fernando Alonso 7. pole-pozíciója, Kimi Räikkönen 10. leggyorsabb köre.
- McLaren 142. győzelme.